# Google Cardboard
Google Cardboard é um equipamento de realidade virtual para jogos eletrónicos (dispositivo tecnológico de imersão em ambiente virtual 3D e 360º) e também uma plataforma de realidade virtual (VR) desenvolvida pela Google, no formato de um óculos tecnológico de cabeça feito com papelão para uso com um smartphone. Nomeado para o seu visualizador de papelão dobrável, foi criada por David Coz e Damien Henry, os engenheiros do Google Cultural Institute, em Paris, em seus 20% de "Inovação Fora de Hora", apresentado na conferência de desenvolvedores Google I/O de 2014. 
A plataforma é concebida como um sistema de baixo custo para fomentar o interesse e o desenvolvimento de aplicações de realidade virtual. Os usuários podem criar o seu próprio visualizador de forma simples, de baixo custo, usando componentes com especificações publicadas pela Google, ou comprar um pré-fabricado. O espectador é usado pela colocação de um smartphone na parte traseira do mesmo e a visualização através de lentes na frente.
O kit de desenvolvimento de software (SDK) do Cardboard está disponível para os sistemas operacionais Android e iOS; o SDK do VR View permite aos desenvolvedores incorporar conteúdo de VR na web, bem como em seus aplicativos móveis.
Até janeiro de 2016, mais de 5 milhões de visualizadores do Cardboard tinham sido vendidos e mais de 1.000 aplicativos compatíveis foram publicados. Após o sucesso da plataforma do Cardboard, a Google anunciou um reforço da plataforma VR, Daydream, no Google I/O de 2016.

## Montagem e operação do visualizador
Os headsets do Google Cardboard são construídos de forma simples, com componentes de baixo custo. As especificações do headset foram projetados pela Google, que fez uma lista de peças, esquemas de montagem e instruções disponíveis gratuitamente em seu site, permitindo que as pessoas para montem o Cardboard sozinhas a partir de peças facilmente disponíveis. Visualizadores pré-fabricados estavam disponíveis apenas a partir de fornecedores de terceiros, até fevereiro de 2016, quando o Google começou a vender seus próprios através da Google Store.
As partes que compõem um visualizador de Papelão são um pedaço de papelão cortado em uma forma precisa, de 45 mm de lentes de comprimento focal, ímãs ou fitas capacitativas, um fixador de gancho e loop (como Velcro), uma faixa de borracha, e opcionalmente uma marca de comunicação de campo próximo (NFC). A Google fornece recomendações extras para a fabricação de grande escala e kits pré-montados com base nesses planos estão disponíveis por pelo menos US$5 a partir de vários fornecedores, que também criou uma série de variações do Cardboard.
Uma vez que o kit é montado, um smartphone é inserido na parte de trás do dispositivo e no lugar selecionado de fixação do dispositivo. Um aplicativo compatível com o Google Cardboard divide a tela de smartphones imagem em duas, uma para cada olho, embora também a aplicando a distorção de barril para cada imagem para contador de distorção de almofada das lentes. O resultado é uma imagem  estereoscópica (3D) de com um campo de visão amplo.
A primeira versão do Cardboard poderia caber telefones com telas de até 5,7 polegadas (140 mm) e utilizados ímãs como botões de entrada, o que exigiu um sensor de bússola no telefone. Um design atualizado lançado na Google I/O de 2015 funciona com telefones de até 6 polegadas (150 mm) e substitui a chave magnética com uma alavanca condutora que aciona um evento de toque na tela do telefone para uma melhor compatibilidade entre dispositivos.

## Software
O Google oferece três kits de desenvolvimento de software para o desenvolvimento de aplicativos Cardboard: uma para o sistema operacional Android, usando Java, um para o motor de jogo Unity usando C#, e um para o sistema operacional iOS. Depois de inicialmente suportar apenas o Android, a Google anunciou o iOS suporte para o plugin Unity em maio de 2015, na conferência Google I/O de 2015. Aplicativos de terceiros com suporte para o Cardboard estão disponíveis na loja do Google Play e na App Store para iOS. Além dos aplicativos nativos do Cardboard, também há o Google Chrome VR Experiments implementados usando WebGL, telefones, incluindo os da Apple, que oferecem suporte a WebGL para executar as experiências da web do Google. Uma portagem de uma demonstração do aplicativo do Google Cardboard para iOS foi lançado na Google I/O de 2015. Em janeiro de 2016, a Google anunciou que os kits de desenvolvimento de software iriam receber o suporte de áudio espacial, um efeito de realidade virtual destinado a simular o áudio vindo de fora dos ouvintes cabeça, em qualquer lugar do espaço 3D.
Em março de 2016, a Google lançou VR View, uma expansão do SDK do Cardboard permitindo aos desenvolvedores incorporar conteúdo de realidade virtual em 360 graus  numa página da web ou em um aplicativo móvel, toda a área de trabalho, Android e iOS. O código JavaScript e HTML para publicação de conteúdo  VR na web é de código aberto e está disponível no GitHub, permitindo que os desenvolvedores de hospedem por conta própria o seu conteúdo.

## Iniciativas relacionadas

### Jump
Jump é um ecossistema de realidade virtual de cinema desenvolvido pela Google. Foi anunciado no Google I/O em 28 de maio de 2015. Muito como o Google fez com o visualizador do Cardboard, para o Jump a empresa desenvolveu especificações para uma câmara circular matriz feita a partir de 16 câmeras que vai lançar para o público. A GoPro, em parceria com o Google, criou uma matriz usando suas próprias câmeras, embora a plataforma Jump, teoricamente, suporte qualquer tipo de câmera. Uma vez que a filmagem foi filmada, o vídeo de realidade virtual é elaborado a partir das câmeras individuais através de "montador", software de back-end do Jump. O montador utiliza a fotografia computacional e "visão computacional" para recriar a cena ao gerar milhares de pontos de vista no meio. Finalizada a captura de vídeo através do Jump, em seguida, podem ser vistos através de um modo de realidade virtual estereoscópico do YouTube com um visualizador do Cardboard.

### Expeditions
Expedições é um programa para fornecer experiências de realidade virtual para salas de aulas, através dos visualizadores do Google Cardboard, permitindo que os educadores levam seus alunos para viagens de campo virtuais. Foi anunciado no Google I/O de 2015, com planos para lançá-lo no outono de 2015. Cada kit de sala de aula incluiria 30 visualizadores do Carboard sincronizadas e smartphones, juntamente com um tablet para o professor, para atuar como guia de turismo. Os professores interessados em trazer o programa para a sua escola podem se inscrever online. A CNET chamou o Cardborard "como a primeira analise de sistem e plataforma de realidade virtual voltado para crianças."

## Parcerias e promoções
Em novembro de 2014, a Volvo lançou um óculos e um aplicativo para Android, Volvo Reality, para permitir que o usuário explore o XC90. Em fevereiro de 2015, a fabricante de brinquedos Mattel, em cooperação com a Google, anunciou uma versão do visualizador de realidade virtual estereoscópico do View-Master. O suporte para Android estava disponível no visualizador do lançamento na primavera de 2015, com suporte para smartphones iOS e Windows disponível mais tarde.
A Google também colaborou com a LG Electronics para um lançamento de um fone de ouvido baseado no Cardboard para o LG G3 conhecido como VR for G3. Lançado em fevereiro de 2015, foi distribuído como um acessório com novos modelos G3 vendidos em alguns países, e foi considerado um concorrente do acessório Samsung Gear VR.
Em 8 de novembro de 2015, o The New York Times incluiu o visualizador do Google Cardboard com todas as entregas de jornais. Os leitores podem baixar o aplicativo NYT VR em seu smartphone, que exibe ambientes de realidade virtual imersiva focada no jornalismo.
Em dezembro de 2015, a Google ofereceu visualizadores do Cardboard com temática do Star Wars gratuitos através da Google Store e da Verizon como parte da promoção relacionada para o filme Star Wars:O Despertar da Força.
Portadores de bilhete para 2016 Coachella Valley Music and Arts Festival recebeu um visualizador de realidade virtual inspirado no Google Cardboard no seu pacote de boas-vindas que pode ser usado com o aplicativo móvel Coachella VR. Os organizadores do festival, em parceria coma  Vantage.tv ofereceu conteúdo em realidade virtual para o festival, como a panorâmica de fotos de 360° de eventos anteriores, passeios virtuais de 2016 no site do festival, entrevistas e performances.

## Recepção
Em 27 de janeiro de 2016, a Google anunciou que nos primeiros 19 meses da plataforma, mais de 5 milhões de visualizadores do Cardboard tinham sido vendidos, mais de mil aplicativos compatíveis tinham sido publicadas, e mais de 25 milhões de instalações de aplicativos tinham sido feitas. De acordo com a empresa, os usuários visualizaram mais de 350.000 horas de vídeos do YouTube em realidade virtual durante esse tempo e 500.000 alunos tiveram uma viagem de campo através do programa Expeditions.
O sucesso do Cardboard convenceu a Google a desenvolver hardware mais avançado de realidade virtual e nomear um novo chefe de realidade virtual. A Google anunciou um reforço da plataforma de realidade virtual chamada de Daydream no Google I/O em 18 de maio de 2016.